# Haris
Haris je moško osebno ime.

## Izvor in pomen imena
Ime Haris je različica imena Herman. V grški mitologiji je ime pomen za "milost", v arabskem svetu pa je Haris (arabsko حارس, latinizirano: Ḥāris) pomen za "stražarja (noči)". 

## Pogostost imena
Po podatkih Statističnega urada Republike Slovenije je bilo na dan 01. januarja 2017 v Sloveniji število moških oseb z imenom Haris: 501.

## Osebni praznik
V koledarju je ime Haris skupaj z Hermanom; god praznuje 7. aprila.

## Znane osebe
Haris Silajdžić, bosanski politik
Haris Džinović, bosanski pevec
Haris Pašović, bosanskohercegovački režiser